# Dasyomma atribasis
Dasyomma atribasis är en tvåvingeart som beskrevs av Malloch 1932. Dasyomma atribasis ingår i släktet Dasyomma och familjen bäckflugor. Inga underarter finns listade i Catalogue of Life.